# Волф Хайнрих II фон Шьонбург-Пениг
Волф Хайнрих II фон Шьонбург-Пениг (на немски: Wolf Heinrich II. Graf von Schönburg-Penig; * 14 юни 1648, Пениг; † 18 юни 1704, Пениг) е граф на Шьонбург-Пениг и господар на Глаухау, Пениг и Валденбург в Саксония.

## Произход
Той е най-малкият син на фрайхер Волф Хайнрих I фон Шьонбург-Пениг (1605 – 1657) и съпругата му Юдит Ева Ройс-Бургк (1614 – 1666), дъщеря на Хайнрих III Ройс-Бургк (1578 – 1616) и Анна Магдалена фон Шьонбург-Глаухау (1582 – 1615). Внук е на фрайхер Волф III фон Шьонбург-Глаухау
(1536 – 1612) и Анна Барбара фон Ройс-Грайц (1585 – 1629). Брат е на имперски граф (на 7 август 1700 г.) Самуел Хайнрих фон Шьонбург-Валденбург-Векселбург (1642 – 1706), женен за Елизабет Магдалена София фон Шьонбург-Фордерглаухау (1642 – 1716), сестра на бъдещата му съпруга Юлиана Катарина фон Шьонбург-Фордерглаухау.
Пениг е от 1543 г. в ръцете на род Шьонбург.

## Фамилия
Волф Хайнрих II фон Шьонбург-Пениг се жени на 24 юни 1699 г. за Юлиана Катарина фон Шьонбург-Фордерглаухау (* 15 октомври 1643; † 16 юли 1722), дъщеря на фрайхер Йохан Каспар фон Шьонбург-Фордерглаухау (1594 – 1644) и втората му съпруга София Мария Ройс-Бургк (1614 – 1690). Те имат 13 деца:
- Хенриета София фон Шьонбург-Пениг (* 11 май 1670; † 20 януари/юни 1706)
- Йохан Каспар фон Шьонбург-Пениг (* 26 декември 1671; † 11 октомври 1699)
- Волф Хайнрих фон Шьонбург-Пениг (* 13 декември 1672; † 1691)
- Магдалена Елеонора фон Шьонбург-Пениг (* 24 февруари 1674; † 26 юни 1720), омъжена на 27 декември 1707 г. в Глаухау за граф Франц Хайнрих фон Шьонбург-Валденбург (* 15 май 1682, Векселбург; † 3 септември 1746, Векселбург)

- Юлиус Хайнрих фон Шьонбург-Пениг (* 6 януари/февруари 1675; † 1691)
- Кристиана Юдит фон Шьонбург-Пениг (* 25 юли 1676; † 17 октомври 1676)
- Емилия Юлиана фон Шьонбург-Пениг (* 17/27 януари 1677; † 20 юли 1677)
- Август Зигфрид фон Шьонбург-Пениг (* 24 ноември 1678; † 5 април 1763), женен I. на 2 август 1698 г. за Максимилиана Елеонора София фон Шьонбург-Валденбург (* 15 март 1676; † 19 октомври 1746), II. на 14 ноември 1704 г. за Елизабет София Елеонора фон Льовенкрон (* 14 септември 1714; † 1 септември 1761)
- Ердмута Луиза фон Шьонбург-Пениг (* 13 декември 1679; † 17 юни 1680)
- Константин фон Шьонбург-Пениг (* 24 юни 1681; † 31 юли 1740)
- Мария Кристиана фон Шьонбург-Пениг (* 28 юли 1682; † 28 юли 1682)
- Фридрих Ердман фон Шьонбург-Пениг (* 20 декември 1683; † 14 декември 1729), женен за графиня Шарлота Елизабет фон Шуленбург (* 26 януари 1698; † 6 декември 1738)
- Франц Карл фон Шьонбург-Пениг (* 20 декември 1683; † 11 октомври 1736)